# Formigny
Formigny ist eine ehemalige französische Gemeinde mit 261 Einwohnern (Stand: 1. Januar 2020) im Département Calvados in der Region Normandie. Sie gehörte zum Arrondissement Bayeux.
Der Erlass vom 8. September 2016 legte mit Wirkung zum 1. Januar 2017 die Eingliederung von Formigny als Commune déléguée zusammen mit den früheren Gemeinden  Aignerville, Écrammeville und Louvières zur neuen Commune nouvelle Formigny La Bataille fest.

## Geografie
Formigny liegt im Nordwesten des Départements rund 16 Kilometer nordwestlich von Bayeux und rund 42 Kilometer nordwestlich von Caen. Das Ortsgebiet gehört teilweise zum Regionalen Naturpark Marais du Cotentin et du Bessin.
Umgeben wird Formigny von den Nachbargemeinden und den Communes déléguées von Formigny La Bataille:
| Louvières (Commune déléguée) Asnières-en-Bessin | Vierville-sur-Mer Saint-Laurent-sur-Mer     | Colleville-sur-Mer   |
|                                                 | Kompassrose, die auf Nachbargemeinden zeigt | Surrain              |
| Aignerville (Commune déléguée)                  | Trévières                                   | Mandeville-en-Bessin |

## Geschichte
Am 15. April 1450 fand gegen Ende des Hundertjährigen Krieges in der Nähe die Schlacht von Formigny statt.

## Bevölkerungsentwicklung
| Formigny: Einwohnerzahlen von 1793 bis 2020                                                                                | Formigny: Einwohnerzahlen von 1793 bis 2020 | Formigny: Einwohnerzahlen von 1793 bis 2020 | Formigny: Einwohnerzahlen von 1793 bis 2020 | Formigny: Einwohnerzahlen von 1793 bis 2020 |
| --- | ------------------------------------------- | ------------------------------------------- | ------------------------------------------- | ------------------------------------------- |
| Jahr |                                             |                                             |                                             | Einwohner                                   |
| 1793 | 1793                                        |                                             | 538                                         | 538                                         |
| 1800 | 1800                                        |                                             | 338                                         | 338                                         |
| 1806 | 1806                                        |                                             | 519                                         | 519                                         |
| 1821 | 1821                                        |                                             | 487                                         | 487                                         |
| 1831 | 1831                                        |                                             | 500                                         | 500                                         |
| 1836 | 1836                                        |                                             | 539                                         | 539                                         |
| 1841 | 1841                                        |                                             | 537                                         | 537                                         |
| 1846 | 1846                                        |                                             | 527                                         | 527                                         |
| 1851 | 1851                                        |                                             | 552                                         | 552                                         |
| 1856 | 1856                                        |                                             | 491                                         | 491                                         |
| 1861 | 1861                                        |                                             | 641                                         | 641                                         |
| 1866 | 1866                                        |                                             | 617                                         | 617                                         |
| 1872 | 1872                                        |                                             | 600                                         | 600                                         |
| 1876 | 1876                                        |                                             | 629                                         | 629                                         |
| 1881 | 1881                                        |                                             | 572                                         | 572                                         |
| 1886 | 1886                                        |                                             | 540                                         | 540                                         |
| 1891 | 1891                                        |                                             | 556                                         | 556                                         |
| 1896 | 1896                                        |                                             | 544                                         | 544                                         |
| 1901 | 1901                                        |                                             | 540                                         | 540                                         |
| 1906 | 1906                                        |                                             | 535                                         | 535                                         |
| 1911 | 1911                                        |                                             | 452                                         | 452                                         |
| 1921 | 1921                                        |                                             | 418                                         | 418                                         |
| 1926 | 1926                                        |                                             | 403                                         | 403                                         |
| 1931 | 1931                                        |                                             | 378                                         | 378                                         |
| 1936 | 1936                                        |                                             | 383                                         | 383                                         |
| 1946 | 1946                                        |                                             | 350                                         | 350                                         |
| 1954 | 1954                                        |                                             | 342                                         | 342                                         |
| 1962 | 1962                                        |                                             | 324                                         | 324                                         |
| 1968 | 1968                                        |                                             | 299                                         | 299                                         |
| 1975 | 1975                                        |                                             | 256                                         | 256                                         |
| 1982 | 1982                                        |                                             | 241                                         | 241                                         |
| 1990 | 1990                                        |                                             | 233                                         | 233                                         |
| 1999 | 1999                                        |                                             | 244                                         | 244                                         |
| 2006 | 2006                                        |                                             | 255                                         | 255                                         |
| 2013 | 2013                                        |                                             | 241                                         | 241                                         |
| 2020 | 2020                                        |                                             | 261                                         | 261                                         |
| Quelle(n): EHESS/Cassini bis 1999, INSEE ab 2006 Anmerkung(en): Ab 1962 offizielle Zahlen ohne Einwohner mit Zweitwohnsitz |                                             |                                             |                                             |                                             |

## Sehenswürdigkeiten
- Kirche Saint-Martin, erbaut 1486, seit 1840 als Monument historique klassifiziert
- Ehemalige Kirche Saint-Pierre in Engranville, im 13. Jahrhundert errichtet, seit 1927 als Monument historique eingeschrieben
- Denkmal an die Schlacht von Formigny, errichtet 1903, seit 2006 als Monument historique eingeschrieben
- Kapelle Saint-Louis aus dem 15. Jahrhundert

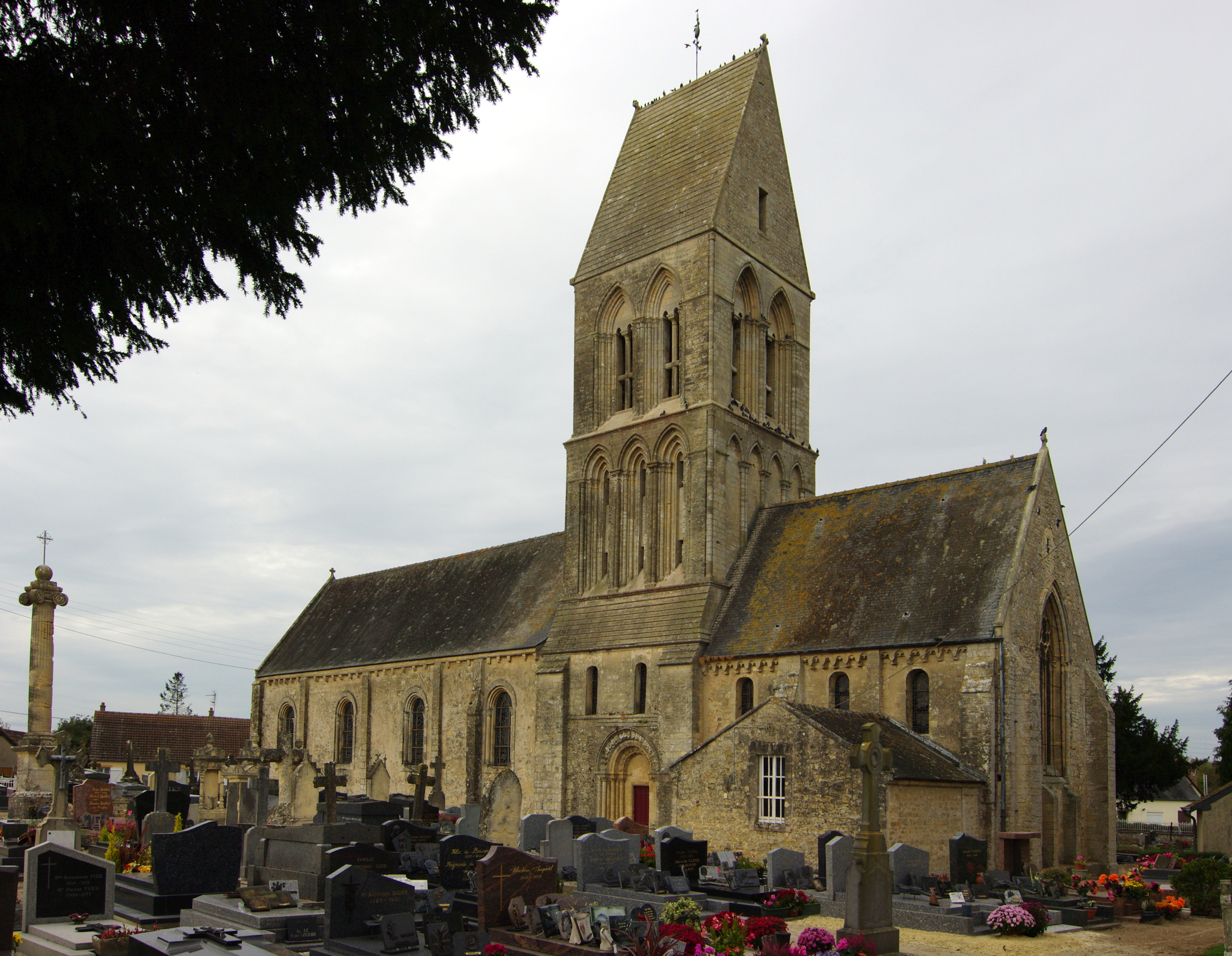
Kirche Saint-Martin
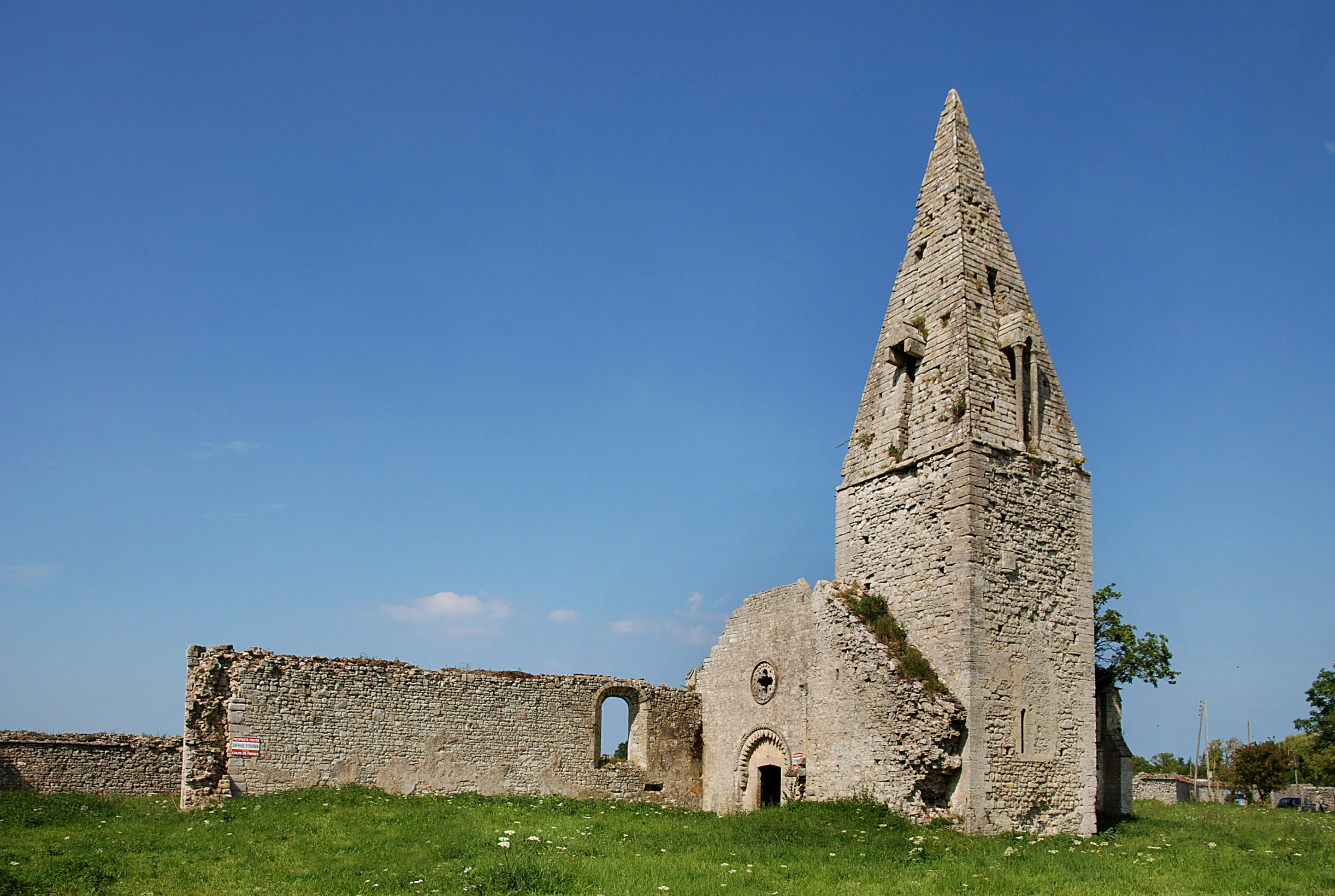
Ehemalige Kirche Saint-Pierre
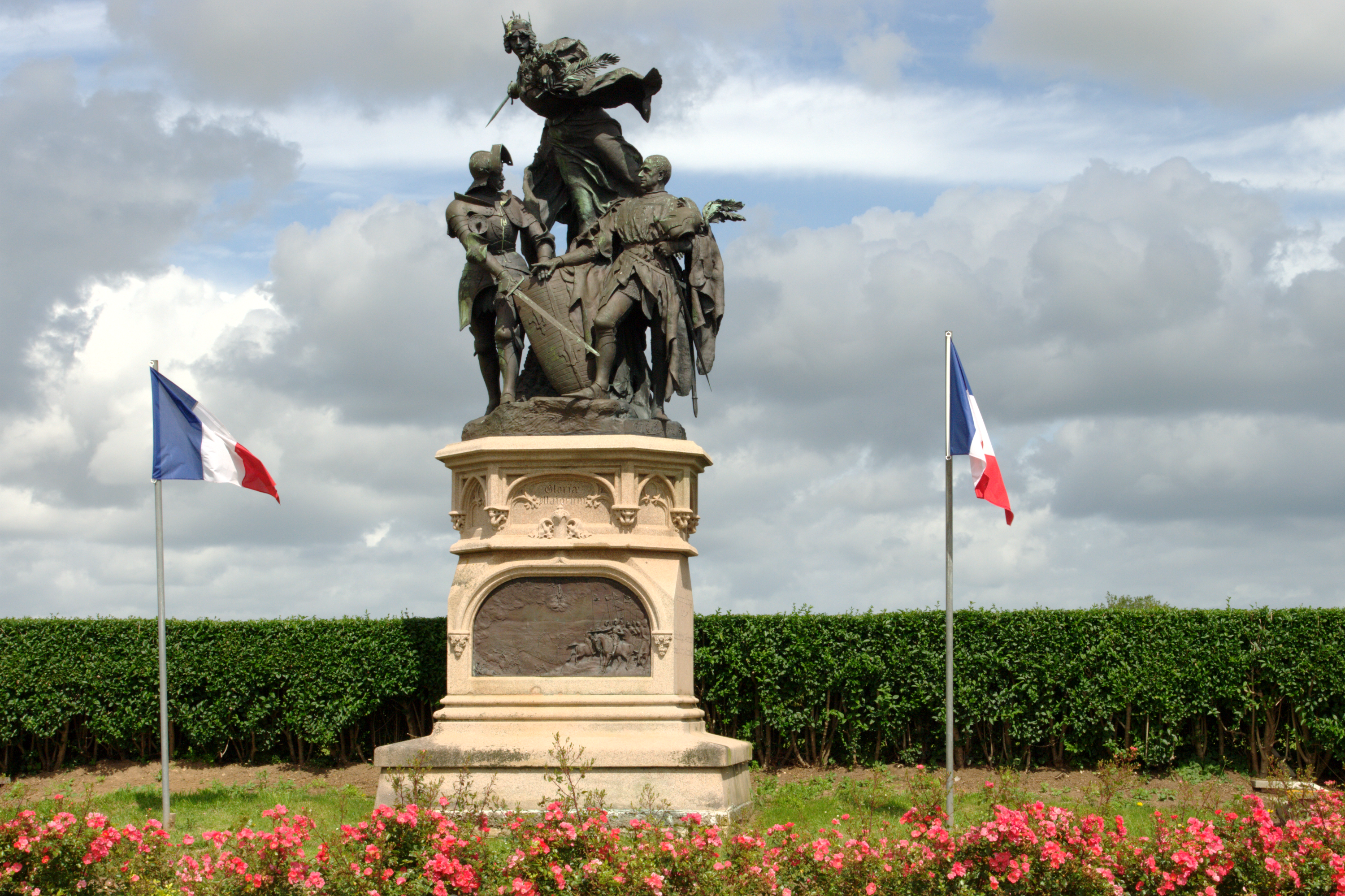
Denkmal an die Schlacht von Formigny
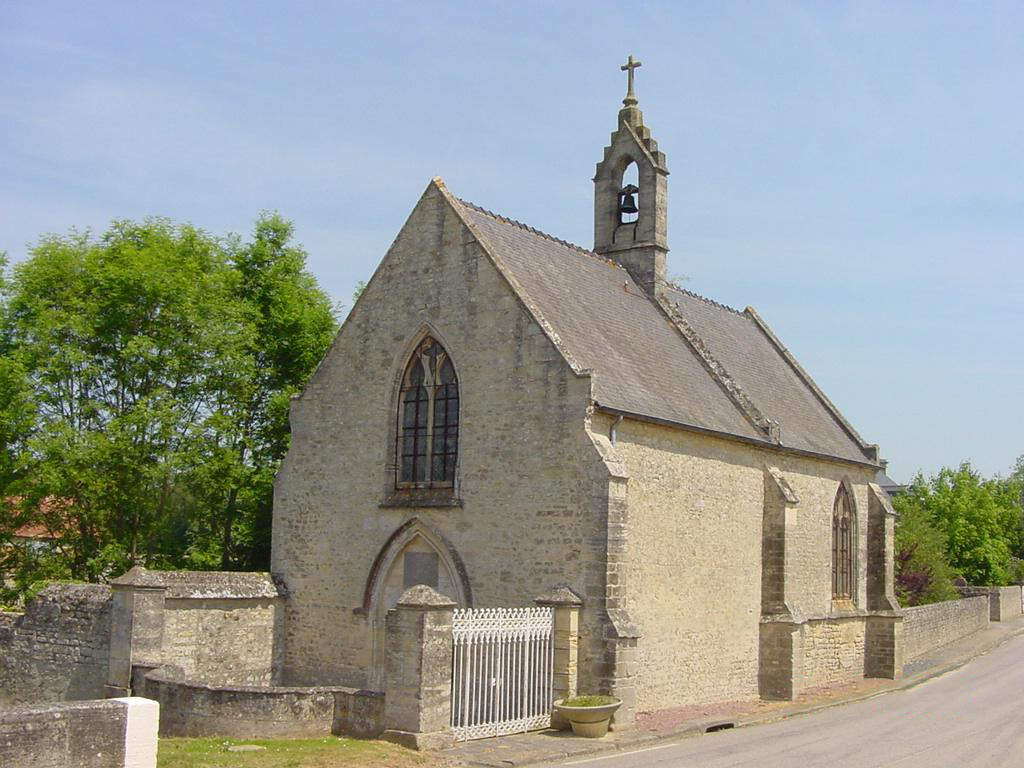
Kapelle Saint-Louis

## Persönlichkeiten
- Charles Joret (1839–1914), französischer Philologe, Namensgeber der Nord- und Südfrankreich teilenden Isoglosse Joret-Linie, geboren in Formigny